# GNB Sudameris

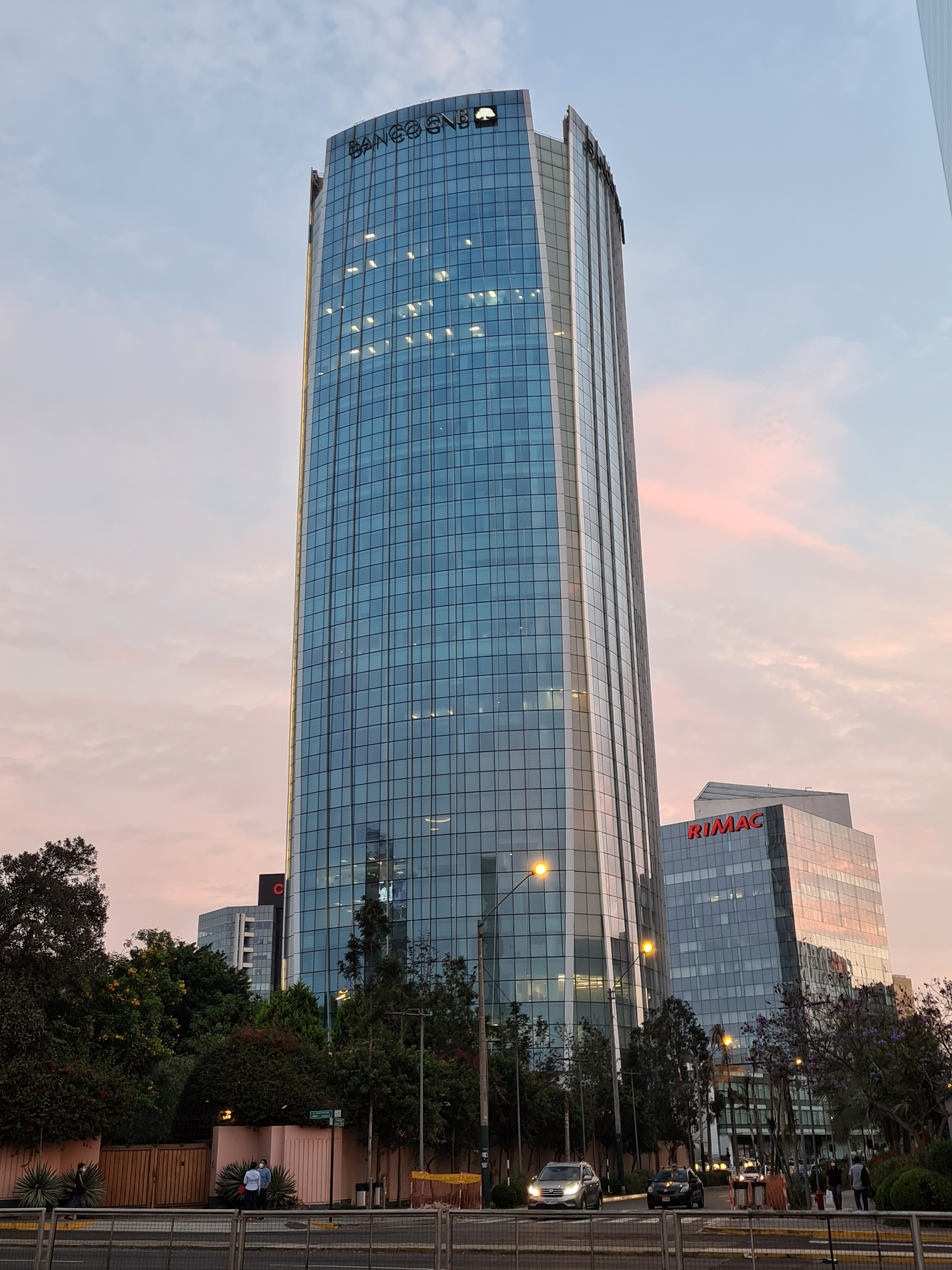
Sede del banco en Perú

El Banco GNB Sudameris es una entidad financiera colombiana especializada en banca personal, comercial y para pymes (pequeñas y medianas empresas), así como en gestión de activos y corretaje.
El banco controla la red Servibanca.

## Historia
En 1920 El banco inicio sus operaciones en Colombia como una sociedad mercantil, y fue en 1924 cuando se transformó en sucursal del Banque Française et Italienne pour l'Amérique du Sud S.A.
Así se mantuvo hasta 1975, año en el cual se promulgó la Ley 55, la cual pretendía fortalecer la banca nacional y restringía la participación de bancos extranjeros de forma mayoritaria (51%). Ya en 1990, la Ley 45 hizo posible que pudieran existir bancos y entidades financieras con hasta el 100% de capital extranjero. De esta manera, el Banco Sudameris Colombia pudo llegar a ostentar un 67,6%
Para el 22 de diciembre de 2003, el Banque Sudameris, dueño mayoritario de las acciones del Banco Sudameris Colombia, vendió el 94,6% de sus acciones en la empresa a Gilex Holding B.V. Dos años más tarde, tras la integración con el Banco Tequendama, el Banco Sudameris Colombia cambió su nombre a GNB Sudameris S.A.
En 2012 GNB Sudameris adquiere la totalidad de las acciones de HSBC en Colombia, Paraguay y Perú por un monto de 400 millones de dólares.
En octubre de 2015 el Banco Sabadell compra 4,9% de banco GNB Sudameris.

## Cotización de Mercados
Los datos están en millones de dólares
| N.º | País     | Activos | Ref   |
| --- | -------- | ------- | ----- |
| 1   | Colombia | 12 961  | [ 3 ] |
| 2   | Paraguay | 2718    | [ 4 ] |
| 3   | Perú     | 1 474   | [ 5 ] |